# Jaroslav Brabec (politik KSČ)
Jaroslav Brabec (* 1930) byl český a československý politik Komunistické strany Československa, poslanec České národní rady a Sněmovny národů Federálního shromáždění za normalizace.

## Biografie
Po provedení federalizace Československa usedl v lednu 1969 do České národní rady. Tehdy je zmiňován jako vedoucí dopravy z Havlíčkova Brodu. K roku 1971 a 1976 se profesně uvádí coby ředitel Komunálních služeb.
Ve volbách roku 1971 zasedl do české části Sněmovny národů (volební obvod č. 38 - Havlíčkův Brod, Východočeský kraj). Mandát obhájil ve volbách roku 1976 (obvod Havlíčkův Brod), volbách roku 1981 (obvod Havlíčkův Brod) a volbách roku 1986 (obvod Havlíčkův Brod). Ve FS setrval do konce funkčního období, tedy do svobodných voleb roku 1990, takže se ho netýkal proces kooptace do Federálního shromáždění po sametové revoluci.